# P del Cigne
P del Cigne (P Cygni) és un estel de la constel·lació del Cigne, una de les més llunyanes que s'hi poden veure a ull nu, doncs es troba a una incerta distància entre 5.000 i 7.000 anys llum del sistema solar. També se la coneix com a Nova Cygni 1600.

## Història
L'any 1600, P Cygni va aparèixer com un astre de tercera magnitud en un lloc on no s'havia observat anteriorment cap estel. Durant els següents anys, l'estel va atenuar la seva lluentor i va deixar de ser visible a ull nu, però va tornar a magnitud +3,5 el 1655. Es va mantenir en aquesta lluentor fins a 1659, moment en el qual de nou es va apagar fins a situar-se per sota de sisena magnitud, tornant a augmentar la seva lluentor el 1665. Després de diverses fluctuacions, cap a l'any 1715 es va tornar estable al voltant de magnitud 5, oscil·lant la seva lluentor entorn d'aquest valor en els últims 200 anys.

## Característiques
P Cygni és un estel supergegant o hipergegant de tipus espectral B2 amb una lluminositat aproximadament equivalent a 700.000 sols, catalogat com a variable lluminosa blava o variable S Doradus. Aquestos estels són molt poc freqüents i constitueixen els estels més lluminosos de la galàxia. Els seus augments de lluentor es produeixen perquè l'estel s'acosta perillosament al límit d'Eddington, cosa que fa que la pressió de radiació expulse les seues capes més externes de forma violenta. P Cygni està envoltada per una tènue nebulosa que ha estat creada durant els últims 900 anys per les erupcions de l'estel; també hi ha restes d'erupcions anteriors que van tenir lloc fa 2.400 i 20.000 anys. L'estel segueix perdent massa a un ritme extraordinari, 300 milions de vegades major que la pèrdua de massa que experimenta el Sol pel vent solar. La destinació d'un objecte tan enorme és fins a cert punt incert; bé pot explotar com una brillant supernova o pot acabar com una hipernova, on el nucli col·lapsa cap a un forat negre.
S'ha suggerit també que les erupcions esmentades poden haver estat causades per la transferència de massa a una hipotètica companya estel·lar també de tipus espectral B, que tindria una massa estimada d'entre 3 i 6 vegades la del Sol. La matèria que cau cap a l'acompanyant alliberaria energia gravitacional, una part de la qual es traduiria en un augment de la lluminositat. Aquesta acompanyant empraria aproximadament 7 anys a completar una òrbita, i aquesta seria molt excèntrica.